# 노보야세넵스카야역
노보야세넵스카야역(러시아어: Новоясеневская) 또는 과거의 비쳅스키 파르크 역(러시아어: Би́тцевский парк)은 모스크바 지하철 칼루시스코 리시스카야 선의 남쪽 시종착역이다. 1990년 1월 17일에 개장하였다.

## 역명
2008년 6월 3일, 기존의 비쳅스키 파르크 역은 2009년 6월 1일부로 현재의 노보야세넵스카야 역으로 역명 변경을 결정했다. 칼루시스코 리시스카야 선의 이전 역명은 부톱스카야 선에서 사용되고 있으며, 상호 환승이 가능하다.

## 구조
노보야세넵스카야 역의 벽과 기둥은 진한 분홍색과 암록색 금속 광택을 띄고 있다.

## 지리
노보야세넵스카야 역은 두 개의 출입구를 가지고 있지만, 하나의 출입구만 사용되고 있다. 사용 중인 출입구는 노보야넵스키 거리의 일부 구역에 위치한다.

## 환승
노보야세넵스카야 역에서는 부톱스카야 선의 비쳅스키 파르크 역`과 환승이 가능하다.

## 같이 보기
- (러시아어) 노보야세넵스카야 역 설명
- (러시아어) metro.ru
- (러시아어) news.metro.ru
- (러시아어) metrowalks.com/ru 보관됨 2019-03-07 - 웨이백 머신